# Eupseudosoma eurygania
Eupseudosoma eurygania är en fjärilsart som beskrevs av Druce 1897. Eupseudosoma eurygania ingår i släktet Eupseudosoma och familjen björnspinnare. Inga underarter finns listade i Catalogue of Life.